# بيتر هوارث
بيتر هوارث (بالإنجليزية: Peter Howarth)‏ هو موسيقي أمريكي، ولد في 3 مايو 1960 في بلاكبول في المملكة المتحدة.

## وصلات خارجية
- بيتر هوارث على موقع ميوزك برينز (الإنجليزية)
- بيتر هوارث على موقع ديسكوغز (الإنجليزية)